# Carajo
Carajo war eine 2001 gegründete Groove-Metal-Band aus Buenos Aires. Sie löste sich im Januar 2020 auf.

## Geschichte

### Anfänge
Die Gruppe Carajo wurde im Jahr 2001 von Andrés Vilanova (Schlagzeug), Marcelo Corvalan (Bassgitarre, Gesang)- beide ehemalige Musiker bei A.N.I.M.A.L.- und Hernán Langer (Gitarre, Backgroundgesang) in der argentinischen Hauptstadt Buenos Aires gegründet. Das erste Konzert fand am 25. Mai 2001 im Whisky a GoGo in Buenos Aires statt. Im selben Jahr spielte die Gruppe in den Provinzen Mendoza, Córdoba, Catamarca und spielten bereits im Nachbarland Uruguay. Die Band spielte erstmals mit Attaque 77 und Cemento.

### Das Debütalbum:Carajo

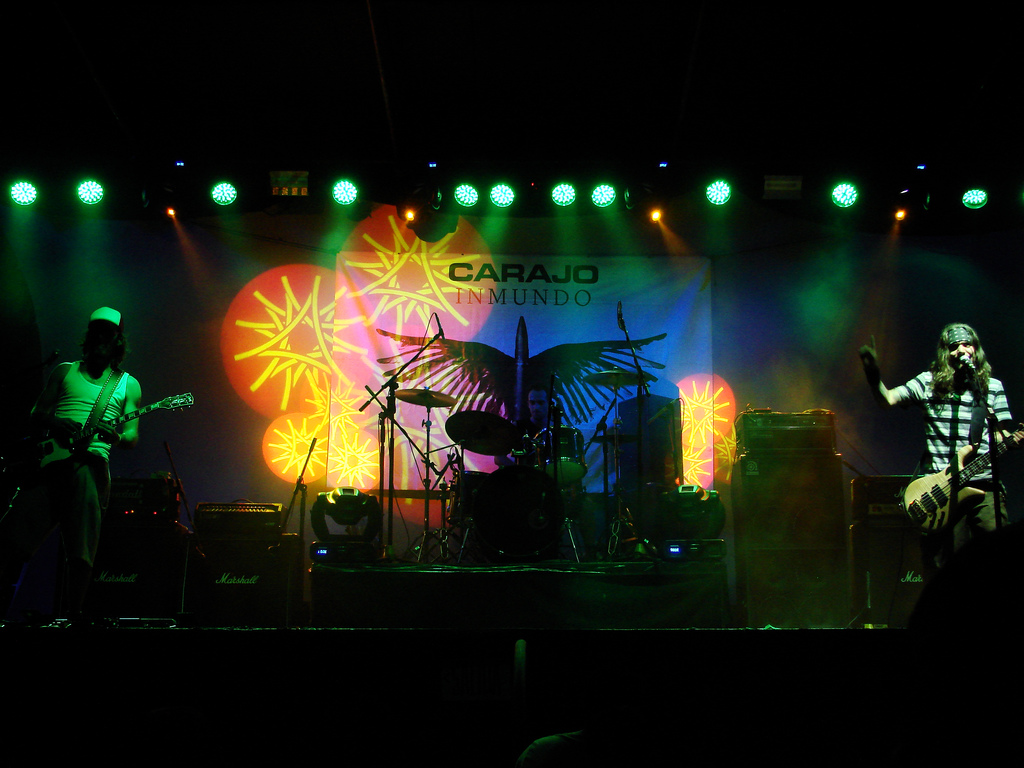
Carajo live

Zwischen Januar und März des Jahres 2002 nahm die Gruppe in den Studios „Del Abasto al Pasto“ und „Pichón Digital“ ihr Debütalbum auf, welches unter dem Namen Carajo (deutsch: Hölle) veröffentlicht wurde. Es enthält 12 Stücke, die von den Musikern der Band verfasst wurden. Das Album wurde von Ale Vázquez von GuaGua Musica produziert und von Universal Music Argentina vertrieben.
Die Release-Party fand am 7. September 2002 im The Roxy in Buenos Aires statt, welches von mehr als 1,000 Personen besucht wurde. Die erste Single, Sacate la mierda, hielt sich mehrere Wochen in den FM Rock & Pop Charts und wurde mehrere Wochen bei MTV gezeigt. Es folgte ein Auftritt in Neuquén und ein zweites Konzert in Uruguay. Im November reiste Carajo nach Kolumbien, wo die Gruppe auf dem Rock al Parque vor 80,000 Zuschauern spielte. Aufgrund des Erfolges drehte die Gruppe ein zweites Musikvideo. Dieses Mal zu dem Song Salvaje, welches erneut von Ale Vázquez produziert wurde. Ende des Jahres spielte die Gruppe mit La Nación, Página 12 und Clarín.

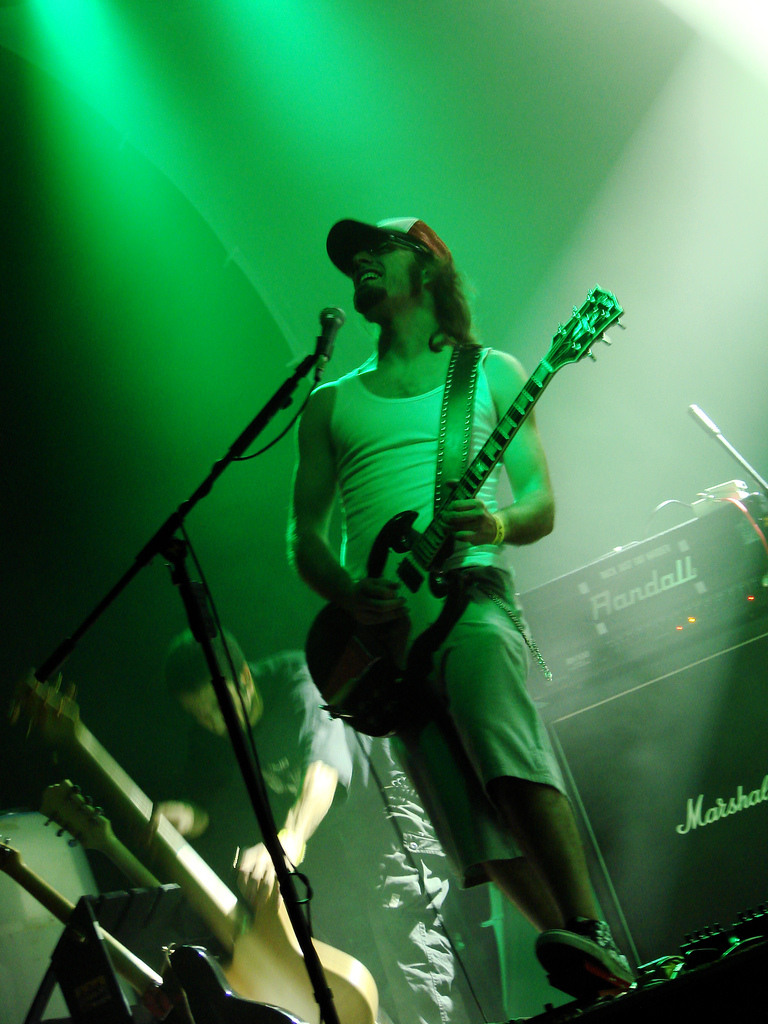
Tery Langer während eines Konzertes in Mexiko

Anfang des Jahres 2003 tourte die Gruppe durch 4 Städte an der argentinischen Küste. Fans hatten zu allen vier Konzerten freien Eintritt. Bei den meisten Konzerten wahren ca. 5,000 Menschen anwesend. Im Februar spielte Carajo auf dem Cosquin Rock vor 14,000 Besuchern. Einen Monat später spielte die Band unter anderem mit Cabezones, Árbol, Catupecu Machu, Kapanga und Massacre. Die Gruppe wurde bei den MTV Video Music Awards Latinoamérica in der Kategorie „Bester Newcomer national“ nominiert. Carajo spielte erneut in Uruguay und spielte erstmals in Bolivien, Paraguay und Chile.
Am Ende des Jahres 2003 veröffentlichte die Band eine EP unter dem Titel Carajografía. Am 28. und 29. November fanden die letzten Konzerte des Jahres 2003 statt.

### Zweites Album:AtrapasueñosundElectrorroto acustizado 2.1
Zu Beginn des Jahres 2004 arbeitete die Band an den Songs für das zweite Album, welche den Namen Atrapasueños trägt. Im März erschien zu dem Stück El Vago ein Musikvideo, welches von Diego Pernía und Julián Sequeira produziert wurde. Songs aus diesem Album wurden erstmals auf dem Cosquin Rock aufgeführt. Die Gruppe spielte diverse Konzerte auf Festivals in Argentinien, Paraguay und Chile, auf denen teilweise Stücke aus dem neuen Album gespielt wurden.

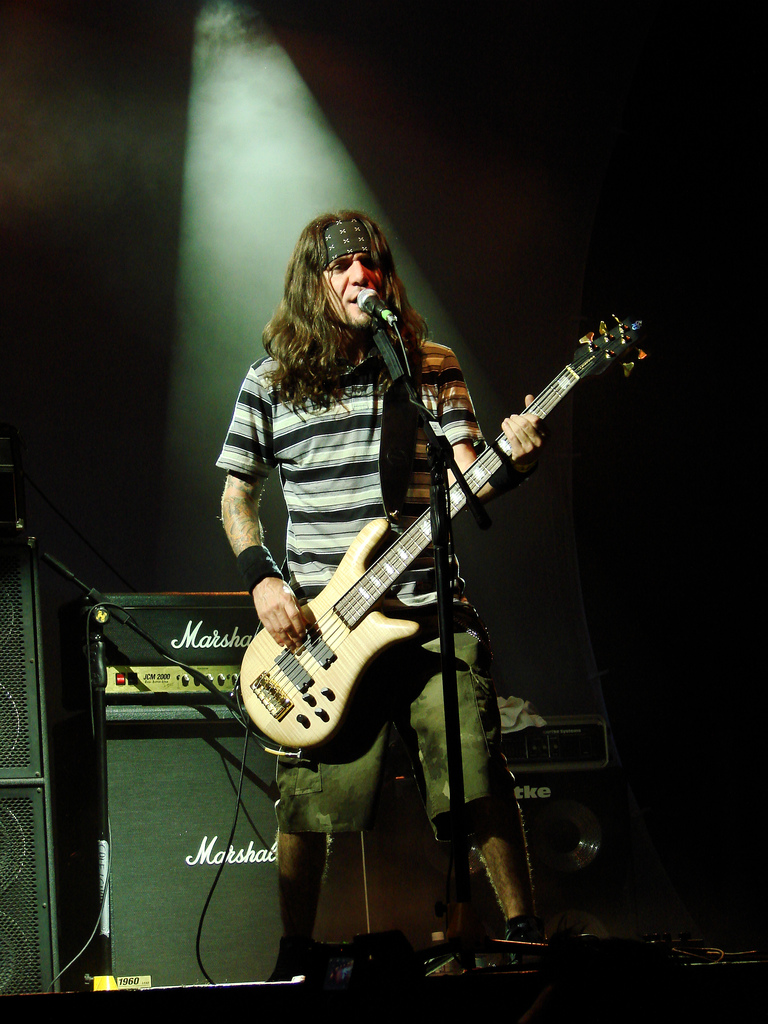
Marcelo Corvalan während eines Auftrittes in Monterrey, Mexiko

Atrapasueños wurde von Claudio Romandini gemastert und von Ale Vázquez produziert. Es erschien am 20. Oktober 2004 als Download und CD via Universal Music Argentina. Im November veröffentlichte die Gruppe ihr insgesamt fünftes Musikvideo. Dieses wurde erneut von Pérnia und trägt den Namen El Error welches erneut bei MTV ausgestrahlt wurde. Zwischenzeitlich konnten 16,000 Kopien des Albums an den Mann gebracht werden. Die CD-Release-Party fand ebenfalls am 20. November statt. Der Veranstaltungsort war das bekannte – inzwischen geschlossene – República Cromañón in Buenos Aires vor knapp 3,000 Besuchern.
Mitte Januar des Jahres 2005 tourte die Gruppe erneut entlang der Küste Argentiniens. Konzerte fanden in San Bernardo, Mar del Plata und Villa Gesell statt. Im selben Jahr spielte die Band erneut auf dem Cosquin Rock vor knapp 20,000 Menschen. Es war bereits der dritte Auftritt der Gruppe bei diesem Festival. Im März fuhr Carajo erneut nach Bolivien. Die Gruppe spielte in Santa Cruz de la Sierra und La Paz. Den Rest des Jahres sollte die Gruppe mit ihrer Tour durch Lateinamerika verbringen um ihr Album sowohl national als auch international bekannter zu machen. Dieses Vorhaben verzögerte sich, da Schlagzeuger Vilanova sich eine Kahnbeinfraktur zuzog.
Ihre Show im ND Ateneo im Juni wurde mitgeschnitten um ein Live-Album zu produzieren. Das Album heißt Electrorroto acustizado 2.1 wovon 9,000 Einheiten verkauft wurden. Es folgte ein Auftritt auf dem Pepsi Music Festival. Das letzte Konzert des Jahres 2005 fand am 9. Dezember vor mehr als 3,500 Besuchern statt.

### Drittes Album:Inmundo
Anfang des Jahres 2006 begann die Gruppe mit den Arbeiten an dem dritten Studioalbum. Produzent war erneut Ale Vázquez. Einzelne Songs des Albums wurden erstmals auf dem Gesell Rock und Cosquin Rock aufgeführt.

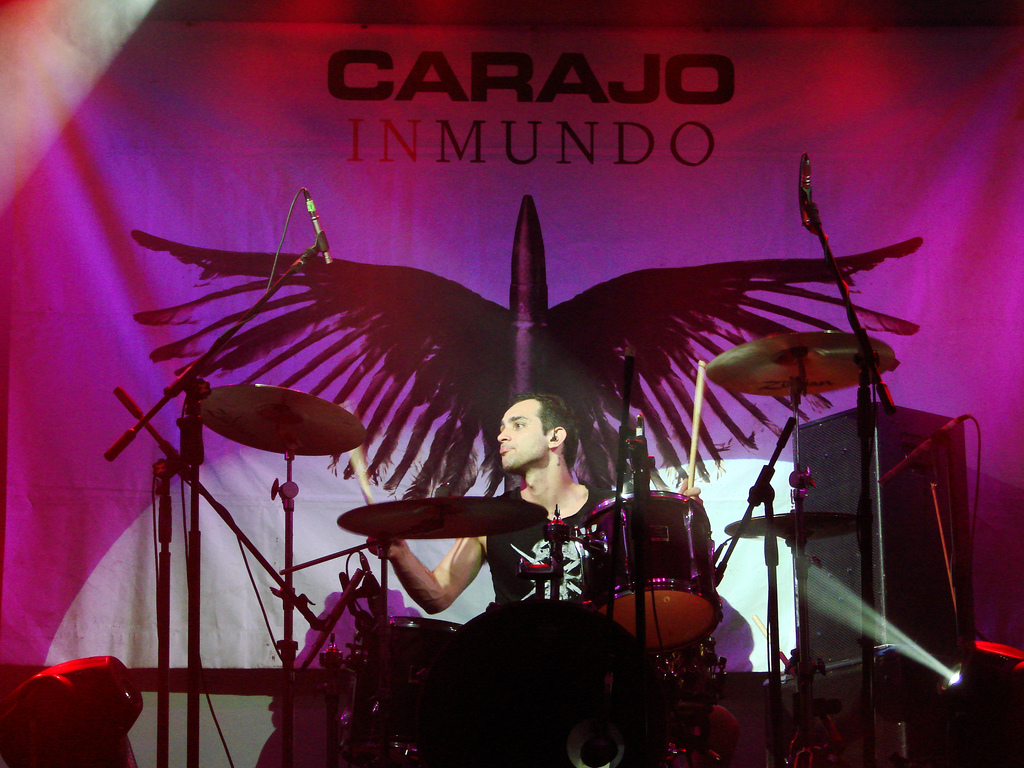
Andrés Vilanova in Monterrey, Mexiko

Am 25. März 2006 spielte die Gruppe erstmals auf Kuba; so ist Carajo die erste argentinische Rockband, welche auf dem Inselstaat aufgetreten war. Dieses Konzert wurde erst durch den Einsatz der Asociatión Hermano Saíz de Cuba in Zusammenarbeit mit dem Instituto Cubano de Radio y Televisió ermöglicht. Insgesamt spielte Carajo drei Shows auf Kuba: Am 25. März im Teatro Nacional, einen Tag später Salón Rosado de la Tropical vor 2,000 Zuschauern und am 30. März im Anfiteatro del Parque Armendares. Das erste Konzert wurde im kubanischen Fernsehen live übertragen.
Es folgte eine ausgedehnte Tour durch Argentinien. Im Februar 2007 trat die Gruppe erneut auf dem Cosquin Rock auf. Im April und Mai tourte die Gruppe durch Gran Buenos Aires (Témperley, Zárate, Moreno, Castelar, Monte Grande, Luján, La Plata, San Miguel und Laferrere). Am 21. Juni 2007 wurde das Album unter dem Titel Inmundo via Universal Music Argentina veröffentlicht. Im Oktober wurde ein Auftritt auf dem Rock al Parque in Bogotá bestätigt. Es war der zweite Auftritt der Gruppe auf dem größten Musikfestival Lateinamerikas.
Im Jahr 2008 spielte die Gruppe auf den beiden bekanntesten Musikfestivals in Argentinien – dem Cosquin Rock und Quilmes Rock, welches unter anderem im Estadio Monumental Antonio Vespucio Liberti stattfindet. Danach spielte die Gruppe in Paraguay mit der Band Flou. Es folgte ein Auftritt der Band auf dem Pepsi Music Festival.

### Viertes Album:El mar de las almas

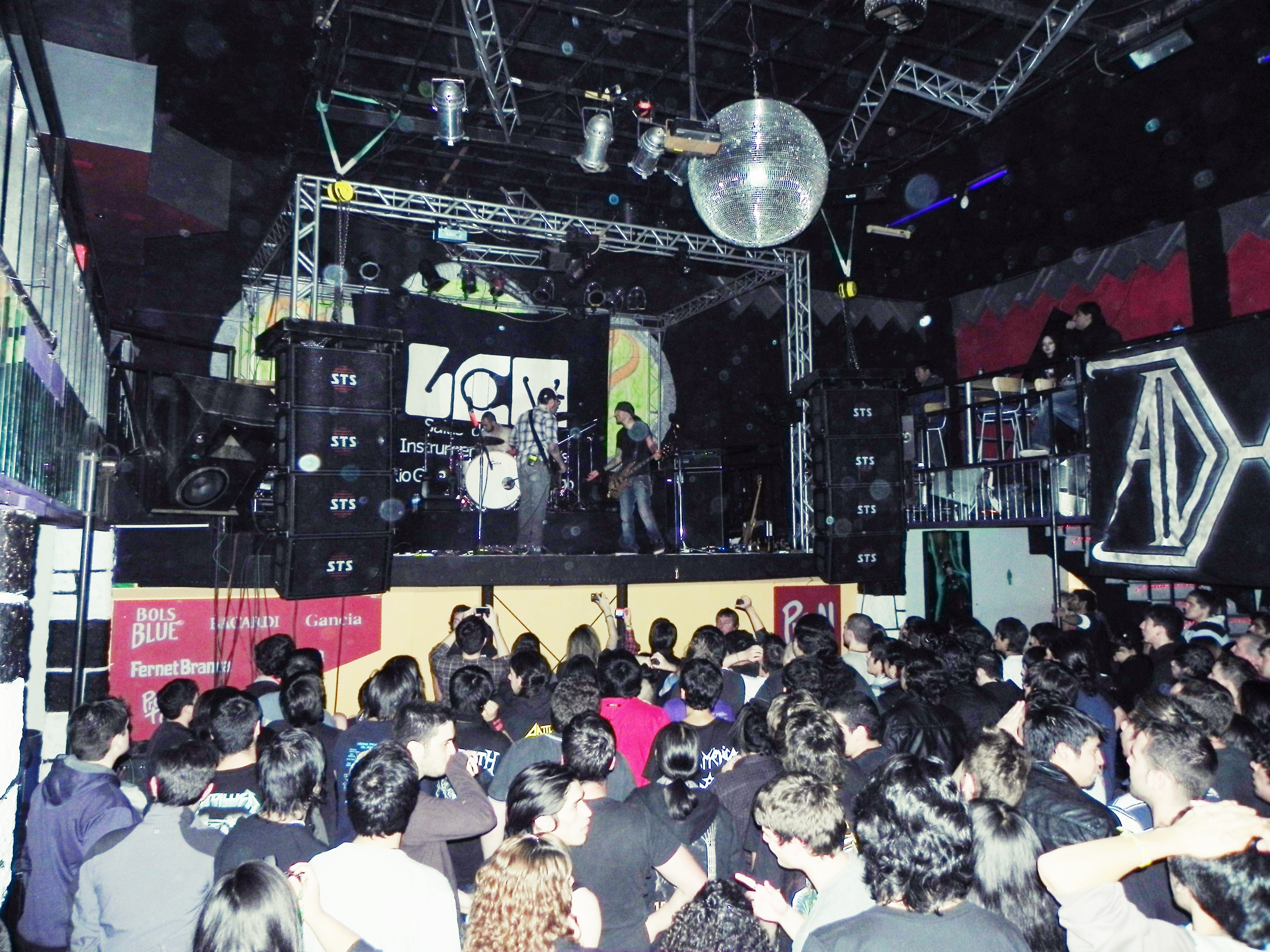
Carajo live in Rio Grande

Anfang 2010 veröffentlichte die Gruppe eine 24 Episoden lange Videoreihe, welche die Produktion an dem neuen Album dokumentieren soll. Zwischen März und Juli 2010 war die Gruppe in dem Jo-Der Studio, um an dem Album zu arbeiten, welches später in Los Angeles gemastert wurde. Am 23. September 2010 waren die Arbeiten an dem Album, welches El mar de las almas heißt, abgeschlossen. Die Release-Feier fand im Teatro Flores statt.
2011 folgte die Gira por los barrios um das Album zu promoten. Im selben Jahr spielte die Gruppe erneut auf dem Cosquin Rock. Zum 10-jährigen Bandbestehen veranstaltete die Gruppe ein Konzert im berühmten Luna Park vor 6,000 Besuchern. Im Jahr 2012 war die Gruppe Gaststars auf dem Jubiläumskonzert der Post-Hardcore-Band DENY im La Trastienda Club in Buenos Aires. Im August ist ein Konzert auf der Resistance Tour geplant.
Im Januar 2020 gaben die Musiker die Auflösung der Gruppe bekannt.

## Stil
Die Gruppe spielt Groove Metal, welche mit Einflüssen des Alternative- und Nu-Metal- sowie Alternative-Rock-Elementen. Auch wird der Musikstil vom Punkrock sowie vom melodischen Metalcore im Stile von Bullet for My Valentine und All That Remains beeinflusst.

## Nominierungen
- MTV Europe Music Awards
  - 2017: Bester lateinamerikanischer Act, Südlateinamerika (nominiert)

## Diskografie

### EPs
- 2003: Carajografía (Universal Music Argentina)

### Studioalben
- 2002: Carajo (Universal Music Argentina)
- 2004: Atrapasueños (Universal Music Argentina)
- 2007: Inmundo (Universal Music Argentina)
- 2010: El mar de las almas (Universal Music Argentina)
- 2013: Frente a Frente (DIY/DBN)

### Live-Alben
- 2005: Electrorroto acustizado 2.1 (Universal Music Argentina)

### DVDs
- 2005: Electrorroto Acustizado (Universal Music Argentina)
- 2007: Formando así cada parte del todo (Universal Music Argentina)
- 2009: Carajo Vivo Obras 9-12-05 (Universal Music Argentina)
- 2011: 10 Años Luna Park (Universal Music Argentina)